# 沃杰冈
沃杰冈（Wajegaon）是印度马哈拉施特拉邦Nanded县的一个城镇。总人口7668（2001年）。

## 人口
该地2001年总人口7668人，其中男性3929人，女性3739人；0—6岁人口1571人，其中男778人，女793人；识字率51.08%，其中男性为60.96%，女性为40.71%。